# Discothyrea testacea
Discothyrea testacea är en myrart som beskrevs av Julius Roger 1863. Discothyrea testacea ingår i släktet Discothyrea och familjen myror. Inga underarter finns listade i Catalogue of Life.

## Bildgalleri

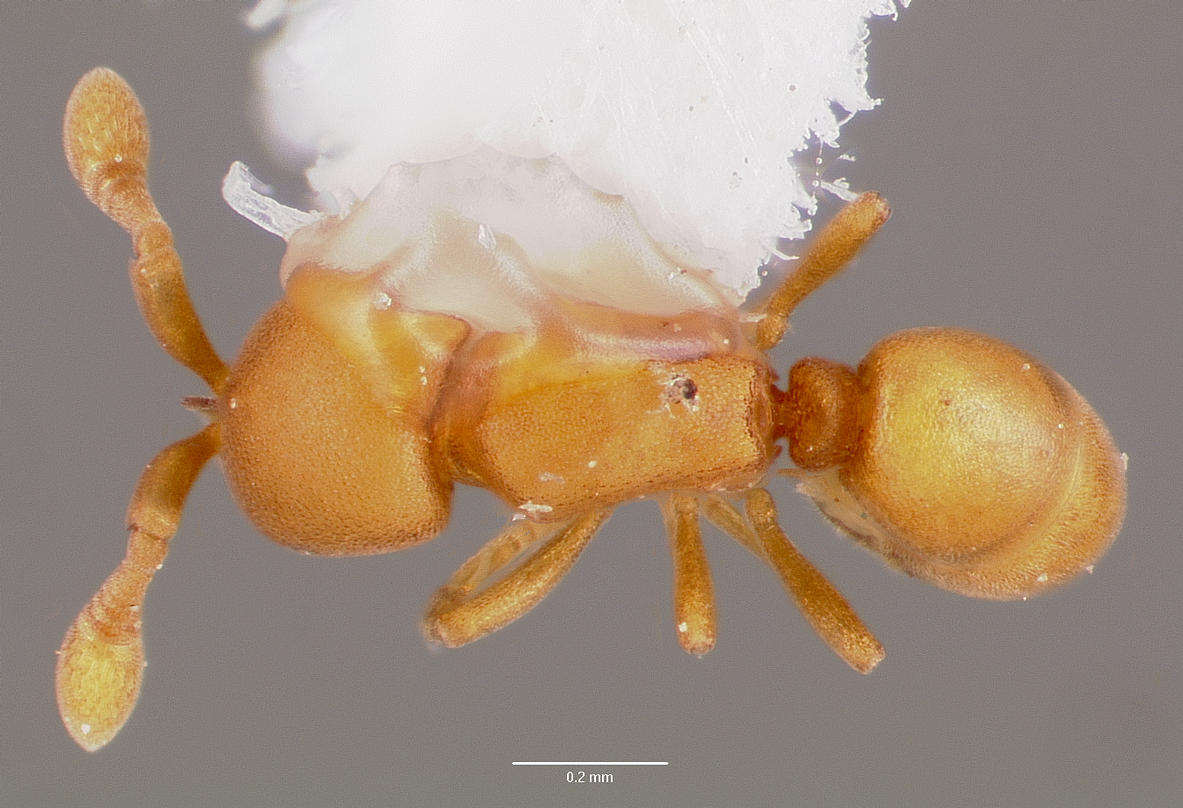
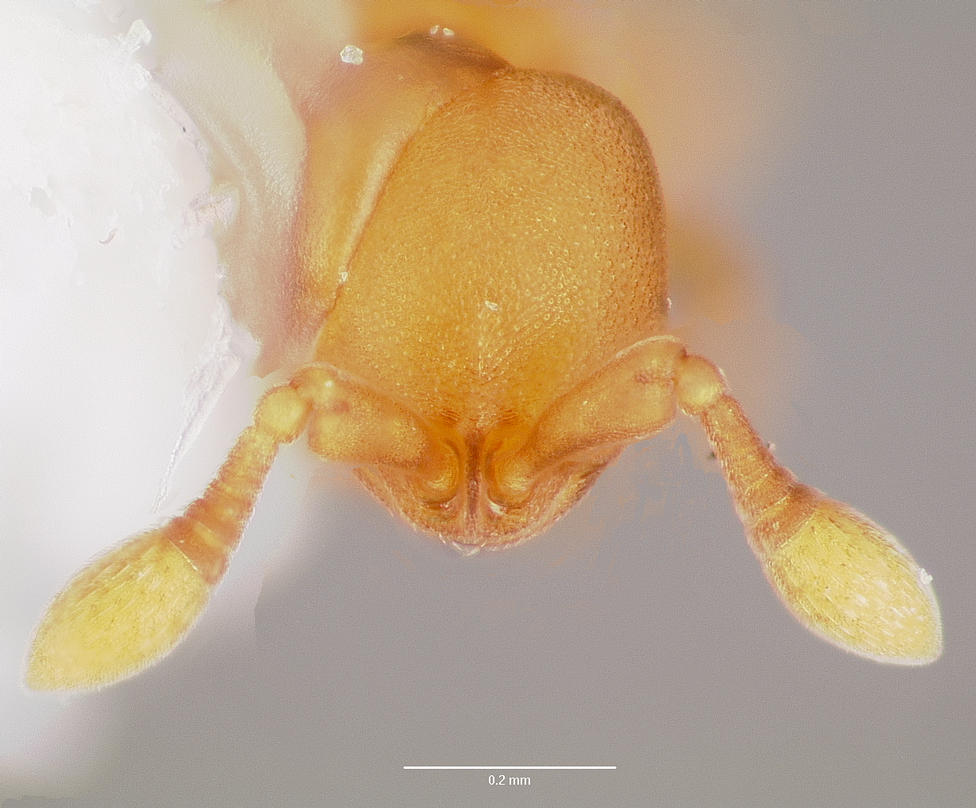
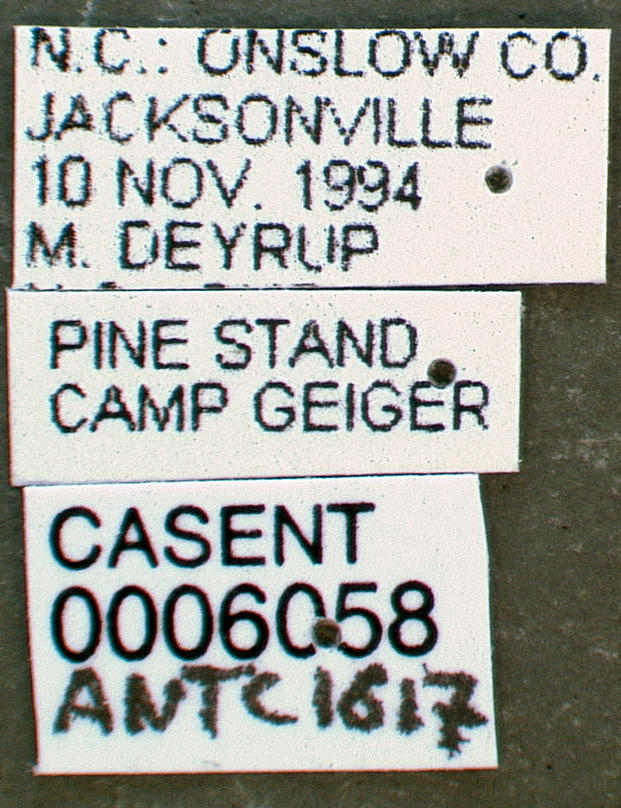
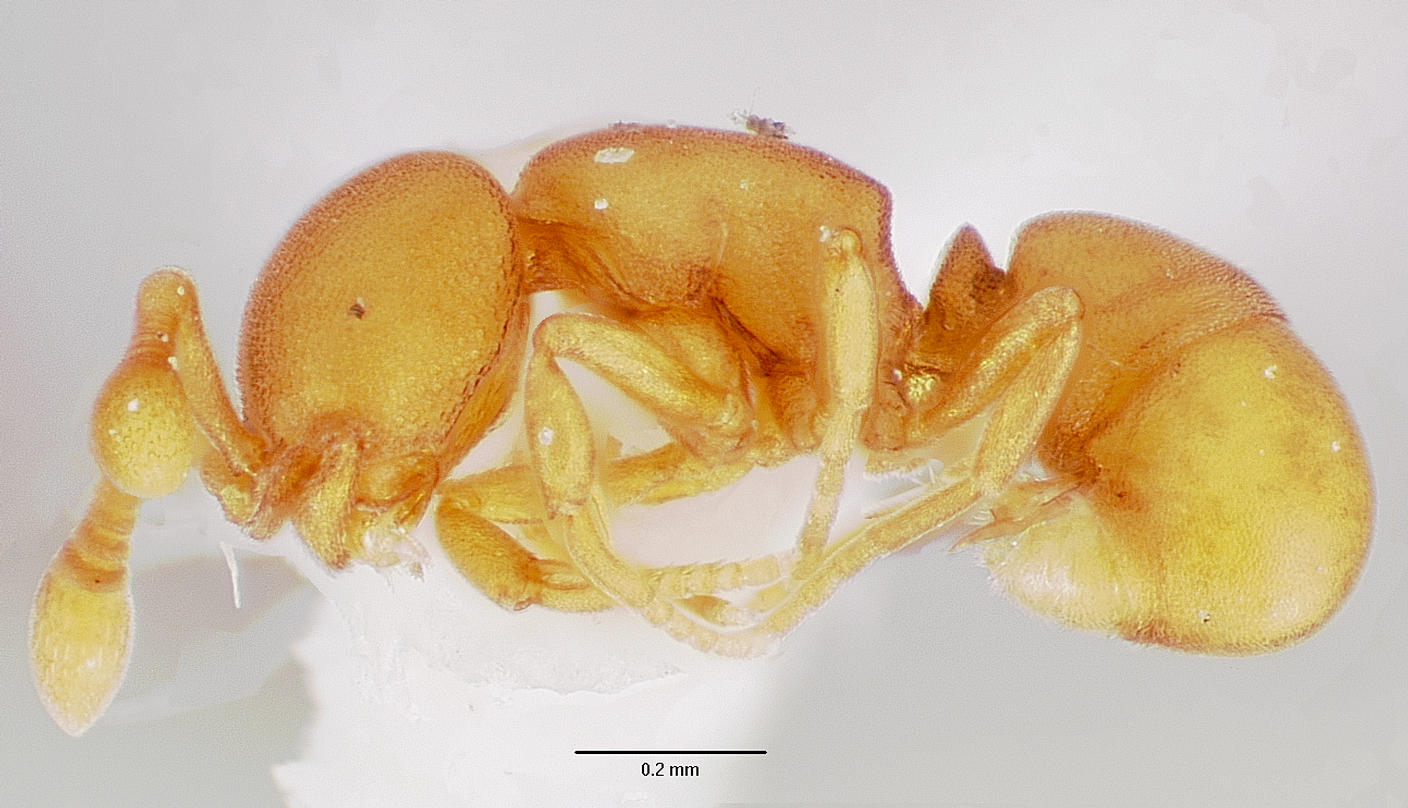
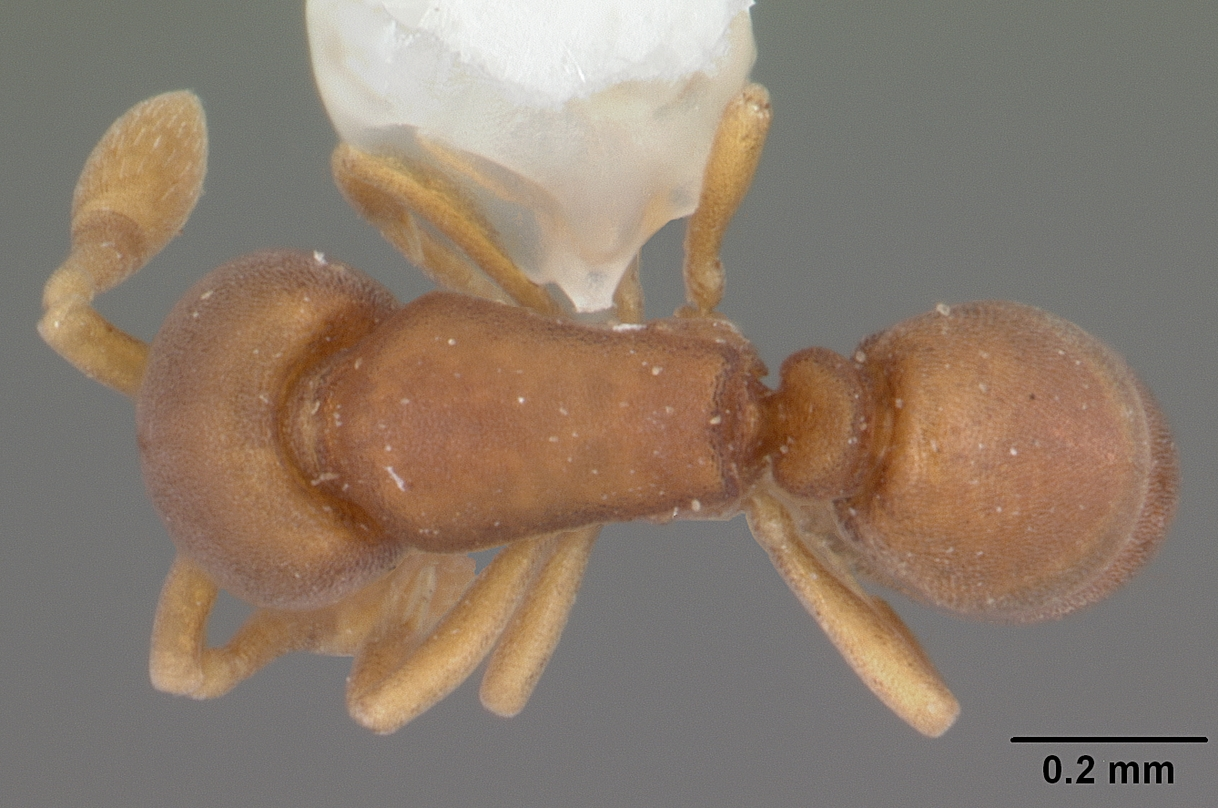
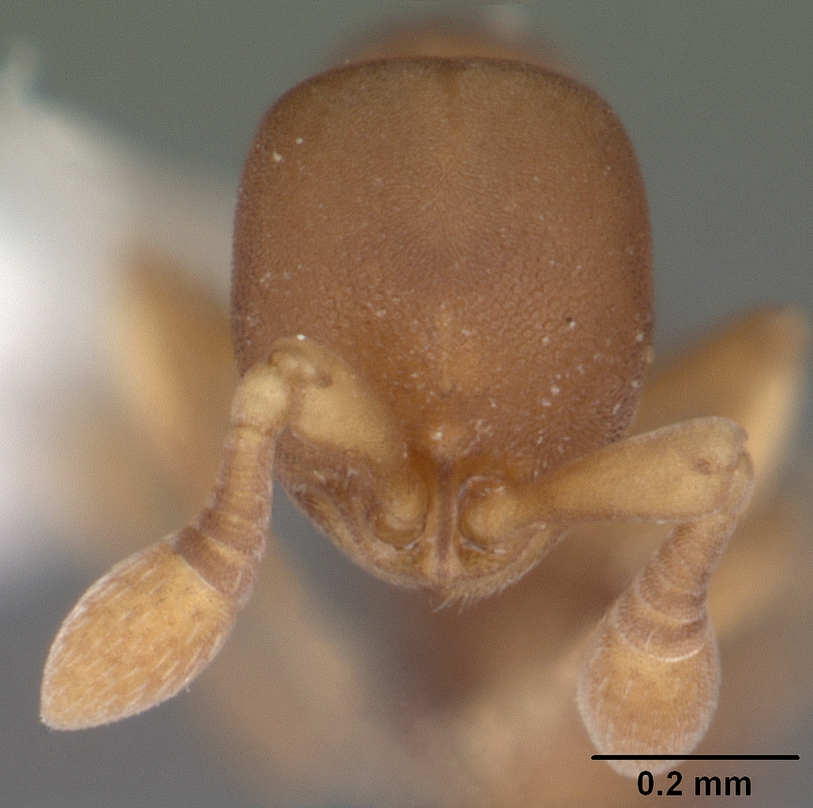